# Фемистий
Фемистий (лат. Themistius, др.-греч. Θεμίστιος; ок. 317 — после 388) — государственный деятель Римской империи (Константинополь), греческий ритор и философ.

## Жизнь
Родился в 317 году Пафлагонии, сын прославленного преподавателя философии Евгения. Фемистий получил образование сначала в Неокесарии (там в это время преподавал Василий Неокесарийский, отец Василия Великого), а затем в Константинополе, куда в сер. 30-х гг. IV в. переехала его семья. Константинополь не был его родным городом. В молодости он преподавал философию и риторику в разных городах Малой Азии, в том числе в Никомидии (342—343) и Анкире (344—347), приобрел известность, в возрасте около 30 лет (по другим данным — 25) был приглашен в Константинополь для произнесения приветственной речи императору Констанцию. Фемистий получил популярность после произнесения этой речи и со временем сделал в столице блестящую карьеру придворного оратора. С 345 года преподавал в Константинополе, где и прожил практически всю жизнь.
Между 347 и 355 гг. он основал в Константинополе философско-риторическую школу, но спустя некоторое время оставил преподавание ради государственной службы. Император Констанций обеспечил его избрание в Константинопольский сенат в 355 г., в дальнейшем стал princeps senatus (до конца жизни, в его обязанности входил набор новых сенаторов), занимал должность советника при византийских императорах от Констанция (337—361) до Феодосия I (379—395), был воспитателем будущего императора Аркадия; с 384 г. Фемистий — префект Константинополя.
На протяжении 30 лет, с середины 350-х, Фемистий являлся очень важной фигурой в Константинополе. Фемистий стремительно получил признание в конце 350 г. и стал оратором и адвокатом в Константинополе, вращаясь в среде сенаторов.
Был язычником и одним из вождей «языческой партии», пользовался широкой известностью среди образованных людей.

## Труды
Сохранились 34 речи Фемистия. Они делятся на две группы: Политические и Приватные.
Политические (I—XIX)
- Речь I. О человеколюбии Констанция.
- Речь II. К Констанцию, также совершенному философу и царю, благодарение.
- Речь III. Посланническое слово о Константинополе, произнесенное в Риме.
- Речь IV. К императору Констанцию.
- Речь V. Консул (К Иовиану). 364 г.
- Речь VI. Братолюбцы, или О человеколюбии.
- Речь VII. О потерпевших поражение при Валенте.
- Речь VIII. Пятилетие.
- Речь IX. Увещательная речь к молодому Валентиниану.
- Речь X. На заключение мира (К императору Валенту). 370 г.
- Речь XI. Десятилетие, или О долге царя.
- Речь XII. Валенту о вероисповеданиях (латин.). 374 г.
- Речь XIII. Влюбленный, или О красоте царствующего.
- Речь XIV. Посол к Феодосию императору.
- Речь XV. К Феодосию, величественному добродетелями.
- Речь XVI. Благодарение самодержцу за мир в консульство стратига Сатур-нина.
- Речь XVII. На мое назначение городским префектом (Константинополя).
- Речь XVIII. О царской любви слушать.
- Речь XIX. О человеколюбии самодержца Феодосия.

Приватные (ХХ-XXXIV)
- Речь ХХ. Памяти отца (Погребальная речь в честь своего отца).
- Речь XXI. Вопрошающий, или Философ.
- Речь XXII. О дружбе.
- Речь XXIII. Софист (сохр. не полн.).
- Речь XXIV. Увещевание к никомедийцам.
- Речь XXV. Против тех, кто считает возможным выступать без подготовки (сохр. краткое изложение).
- Речь XXVI. О красноречии, или Как должен говорить философ.
- Речь XXVII. О том, что следует ценить не города, а людей (О том, что учатся не у мест, а у людей).
- Речь XXVIII. Исследование о красноречии (сохр. не полн.).
- Речь XXIX. Ответ тем, кто неправильно толкует мою речь «Софист».
- Речь XXX. Заниматься ли земледелием?
- Речь XXXI. О моем председательстве в сенате, К сенату Константинополя.
- Речь XXXII. Об умеряющем свои страсти, или О чадолюбце.
- Речь XXXIII. [Заглавие утрачено] (сохр. не полн.).
- Речь XXXIV. В ответ тем, кто находит ошибкой мое участие в общественной жизни.

Был известен разработкой парафраз — сокращённых переложений философских произведений.
Философское письменное наследие Фемистия составляют его учебные комментарии к Аристотелю. Сохранились три комментария: к «Физике», «О душе» и «Второй Аналитике»; еще два (к «О небе» и 12-й кн. «Метафизики») дошли в еврейском переводе с арабского. Не сохранились комментарии к «Категориям», «Первой Аналитике», «О возникновении и уничтожении» и «Никомаховой этике»
Работы Фемистия оказали значительное влияние на последующих позднеантичных и византийских философов. Произведения были хорошо известны как на латинском Западе, так и на арабском Востоке.

## Издания
Речи:
- Речи Фемистия (издание 1832 года)
- Themistii orationes quae supersunt. Vol. 1-3 / Ed. H. Schenkl, G. Downey. Lpz., 1965—1974.
- Themistii Orationes Ex Codice Mediolanensi / Ed. T. Euphrada. Nabu Press, 2011. 818 p.
- The Private Orations of Themistius / Tr. with introd. by R.J. Penella. Berk.; L.Ang., 2000 Robert J. Penella, The private orations of Themistius
- Antonio Garzya (ed.). In Themistii orationes index auctus (Hellenica et Byzantina Neapolitana, Collana di Studi e Testi, 11.). IX + 583 р. Naples: Bibliopolis, 1989.
- Heather, Peter; Moncur, David, trans. Politics, Philosophy, and Empire in the Fourth Century: selected orations of Themistius, with an introduction. Liverpool: U.P., 2001.
- Император Юлиан. Послание к Фемистию философу // Сочинения. СПб., 2007. С. 362—376.

Философские комментарии:
- Themistii Analyticorum Posteriorum paraphrases / Ed. M. Wallies. В., 1900 (CAG V, 1)
- In Physica paraphrases / Ed. H. Schenkl. В., 1900 (CAG V, 2)
- Todd R.B. (tr., comm.). Themistius on Aristotle Physics 4. L.; Ithaca, 2003 (АСА)
- Themistii In De Caelo, lat. et hebr. / Ed. S. Landauer. В., 1902 (CAG V, 4)
- Themistii In De anima paraphrases / Ed. R. Heinze. В., 1899 (CAG V, 3)
- Todd R.B. (tr., comm.). Themistius. On Aristotle On the Soul. L.; Ithaca, 1996 (АСА)
- Фемистий. Комментарий к «О душе» Аристотеля (II.1-2) / Пер. и прим. М. А. Солоповой // Космос и душа. 2005. С. 430—442
- Themistii In Metaphysica 12, lat. et. hebr. / Ed. S. Landauer. В., 1903 (CAG V 5)
- Brague R. (trad.). Thémistius, Paraphrase de la «Métaphysique» d’Aristote (livre Lambda) / Trad, de l’hébreu et de l’arabe, introd., notes par R. B. P., 1999.

Издания (в серии «Commentaria in Aristotelem Graeca»), английские переводы (в серии «Ancient Commentators on Aristotle»):
- Фемистий, парафраза «Второй аналитики».
  - Текст: CAG. Vol. 5 pt. 1 (1900)
- Фемистий, парафраза «Физики»:
  - текст: CAG. Vol. 5 pt. 2 (1900)
  - англ. пер.:
    - Themistius on Aristotle’s Physics 4, trans. Robert B. Todd. London and Ithaca, 2003 (Ancient Commentators on Aristotle)
    - Themistius on Aristotle Physics 5-8, trans. Robert B. Todd. London, 2008 (Ancient Commentators on Aristotle)
- Фемистий, парафраза «О душе»:
  - текст: CAG. Vol. 5 pt. 3 (1899)
  - англ. пер.: Themistius on Aristotle On the Soul, trans. Robert B. Todd. London and Ithaca, 1996 (Ancient Commentators on Aristotle)
- Фемистий, парафраза «О небе» (сохранился еврейский перевод): CAG. Vol. 5 pt. 4 (1902)
- Фемистий, парафраза кн. 12 «Метафизики» (сохранился еврейский перевод): CAG. Vol. 5 pt. 5 (1903)
- Псевдо-Фемистий (Софоний). «Parva naturalia»: CAG. Vol. 5 pt. 6 (1903). 91 p.

Русские переводы:
- Фемистий. Речи III (Посланническое слово о Константинополе, произнесенное в Риме), XII (Валенту о вероисповеданиях), XXX (Заниматься ли земледелием?) / Пер. А. Егунова // Поздняя греческая проза / Сост. С. Поляковой. М.: ГИХЛ. 1961. С. 621—638.
- Фемистий. Речи XXV (Против тех, кто считает возможным выступать без подготовки), XXVII (О том, что следует ценить не города, а людей). / Пер. М. Е. Грабарь-Пассек // Памятники позднего античного ораторского и эпистолярного искусства / Отв. ред. М. Е. Грабарь-Пассек. М.: Наука. 1964. С. 80-86.
- Фемистий. XXXII (Об умеряющем свои страсти, или О чадолюбце) / Пер. Т. Миллер // Ораторы Греции. М.: Худож. лит. 1985. С. 414—420.

Дополнительные источники:
- Император Юлиан. Послание к Фемистию философу // Сочинения. СПб., 2007. С. 362—376.